# Michaël Lorenzo-Vera

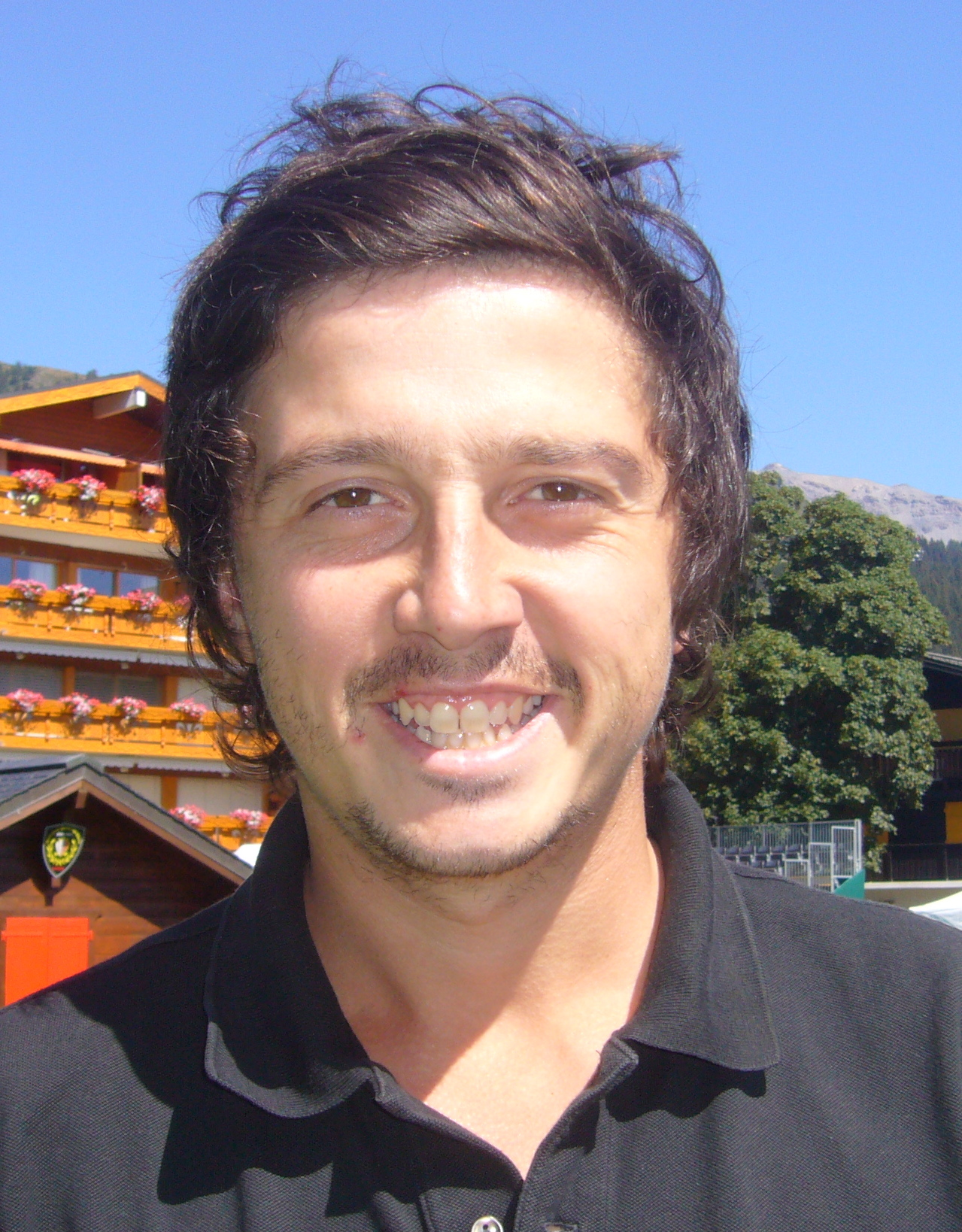
European Masters 2009.

Michaël Lorenzo-Vera (Bayonne, 28 januari 1985) is een Frans professioneel golfer.

## Amateur
Op 6-jarige leeftijd begint Michaël met rugby, maar in datzelfde jaar maakt hij via zijn vader en broer kennis met golf. Drie jaar later stopt hij met rugby, en legt zich toe op golf. Hij komt in het nationale team en vertegenwoordigt Continentaal Europa tweemaal in de Jacques Leglise Trophy.

### Gewonnen
- 2003: Biarritz Cup
- 2005: Open International de la Mirabelle d’Or

### Teams
- Jacques Leglise Trophy (namens Continentaal Europa ): 2002, 2003

## Professional
Eind 2005, op 20-jarige leeftijd, werd Lorenzo-Vera professional en begon naast de toernooien van de Franse PGA Tour ook de toernooien op de Alps Tour te spelen. Eind 2006 stond hij op de 4de plaats van hun Order of Merit, waardoor hij promoveerde naar de Challenge Tour.
In 2007 behaalde hij op de Challenge Tour acht top 10-posities en stond hij op de 7de positie van de rangorde. Zijn laatste toernooi van het seizoen was Apulia San Domenico Grand Final. Hij begon met een nieuw baanrecord te vestigen en won het toernooi, en kreeg een spelerskaart voor de Europese Tour.
In 2008 haalde hij onder andere een gedeelde tweede plaats op het Volvo China Open en behield zijn kaart voor 2009. Maar successen bleven uit en dat lag vooral aan zijn levensstijl. Hij woonde in Biarritz, ging veel uit, oefende weinig, en verwachtte dat de successen vanzelf zouden komen, net als in zijn jongere jaren. 
In 2011 besefte hij dat hij zijn levensstijl moest veranderen, mede op advies van zijn manager Chubby Chandler. Hij nam een andere manager, verhuisde naar Montpellier, waar meerdere Franse spelers wonen en trainen, en nam een mentale coach. Hij veranderde zelfs zijn uiterlijk. Hij noemt het MLV versie 1.2 (zoals de nieuwe I-phone). 

### Gewonnen
PGA Frankrijk
- 2006: Open des Landes
- 2009: Grand Prix Schweppes

Alps Tour
- 2006: Open International de la Mirabelle d’Or
- 2007: Masters 13

Challenge Tour
- 2007:  Apulia San Domenico Grand Final